# Wieloprocesorowość asymetryczna
Wieloprocesorowość asymetryczna (ang. ASymmetric MultiProcessing, ASMP) – architektura komputerowa mająca na celu zwiększenie mocy obliczeniowej i funkcjonalności komputera poprzez wykorzystanie kilku procesorów.
W architekturze asymetrycznej wszystkie procesory nie są traktowane jednakowo, jak w architekturze symetrycznej, lecz niektórym z nich przydzielane są zadania specjalne. Jeden z procesorów może np. obsługiwać wyłącznie operacje wejścia/wyjścia, podczas gdy pozostałe zajmują się obsługą typowych aplikacji. Procesory w układzie ASMP mogą mieć dostęp do rozłącznych zestawów urządzeń peryferyjnych. Takie rozwiązanie upraszcza projektowanie systemów, ale ogranicza maksymalną wydajność w porównaniu do architektury symetrycznej (SMP).
Przykładem zastosowania architektury ASMP w komputerach osobistych jest procesor Intel 80286 współpracujący z koprocesorem numerycznym 80287, który był wykorzystywany tylko do przeprowadzania obliczeń matematycznych o dużej precyzji.